# Березівка (Полтавський район)
Березі́вка — село в Україні, у Новоселівській сільській громаді Полтавського району Полтавської області. Населення становить 26 осіб. До 2017 орган місцевого самоврядування — Нестеренківська сільська рада.

## Географія
Село Березівка знаходиться за 1 км від лівого берега річки Свинківка, вище за течією на відстані 3 км розташоване село Рунівщина, нижче за течією на відстані 2,5 км розташоване село Забаряни, на протилежному березі — село Шили. До села примикає лісовий масив (сосна). Поруч проходить автомобільна дорога Т 1707.

## Населення

### Мова
Розподіл населення за рідною мовою за даними перепису 2001 року:
| Мова       | Кількість | Відсоток |
| ---------- | --------- | -------- |
| українська | 26        | 100%     |

## Історія
12 червня 2020 року, відповідно до розпорядження Кабінету Міністрів України № 721-р «Про визначення адміністративних центрів та затвердження територій територіальних громад Полтавської області», село увійшло до складу Новоселівської сільської громади.
19 липня 2020 року, в результаті адміністративно - територіальної реформи та ліквідації Полтавського району(1925-2020), село увійшло до складу новоутвореного Полтавського району.

## Відомі люди

### Народились
- Кудря Данило Євменович — політичний, військовий, банківський і кооперативний діяч.